# Малютин, Александр Михайлович
Алекса́ндр Миха́йлович Малю́тин (род. 13 июня 1939, Москва) — советский легкоатлет, специалист по прыжкам с шестом. Выступал за сборную СССР по лёгкой атлетике в конце 1960-х годов, призёр первенств республиканского и всесоюзного значения, участник летних Олимпийских игр в Мехико. Представлял Московскую область и спортивное общество «Труд». Мастер спорта СССР международного класса.

## Биография
Александр Малютин родился 13 июня 1939 года в Москве (по другим данным — 21 сентября 1938 года).
Начал заниматься лёгкой атлетикой в 1961 году, проходил подготовку в Московской области под руководством тренера В. Ягодина, состоял в добровольном спортивном обществе «Труд».
На чемпионатах СССР 1966 и 1967 годов занимал в прыжках с шестом пятые места.
Наивысшего успеха на всесоюзном уровне добился в сезоне 1968 года, когда выиграл серебряную медаль на чемпионате СССР в Ленинакане — с результатом в 5 метров ровно уступил здесь только харьковчанину Геннадию Близнецову. Благодаря этому успешному выступлению удостоился права защищать честь страны на летних Олимпийских играх в Мехико — в финале прыгнул так же на 5 метров, расположившись в итоговом протоколе соревнований на 12-й строке.
После Олимпиады в Мехико Малютин оставался действующим спортсменом и продолжал принимать участие в различных легкоатлетических турнирах. Так, в 1970 году он установил свой личный рекорд в прыжках с шестом на открытом стадионе — 5,17 метра.
За выдающиеся спортивные достижения удостоен почётного звания «Мастер спорта СССР международного класса».